# Martín Cortés (el mestís)
Per consultar l'article sobre el segon marquès de la Vall d'Oaxaca, fill també de Hernán Cortés, mig germà i homònim, vegeu Martín Cortés
Per consultar l'article sobre el cosmògraf espanyol, homònim, vegeu Martín Cortés de Albacar
Martín Cortés al Mestís (1523? -Circa1595) va ser el fill primogènit i natural de Hernán Cortés amb Malintzi qui era intèrpret del conqueridor. És considerat com un dels primers mestissos de Nova Espanya. Respecte de la data de naixement, aquesta no ha estat fixada amb precisió. Don Federico Gómez de Orozco, historiador i conegut com a descendent de Martín Cortés, diu: 
| « | Passats uns mesos de tan greu contratemps [es refereix a la mort de la Marca, primera dona d'Hernán Cortés, que va tenir lloc a Coyoacán, al novembre de 1522], un dia va ser gratament sorprès [Cortés], per la més afalagadora notícia ..., havia de ser pare. | » |

Si això és així, es pot concloure afirmant que Malintzi va tenir al seu Martín cap a finals de 1523, o principis de 1524.
Poc després de nascut el fill de Malintzi i Cortés, va ser deslligat de la seva mare i lliurat a un cosí del senyor Hernando, el llicenciat Joan de Altamirano, segons afirma el senyor Gómez de Orozco. Mai tornaria al si matern.

## Primers anys
Martín va viatjar després amb el seu pare a Espanya, on va prendre l'hàbit de l'orde de Santiago, va ser patge de Felip II de Castella quan aquest encara era príncep. El 1529, Cortés va obtenir del papa Climent VII la legitimació dels seus fills naturals: Catalina Pizarro, Luis de Altamirano i Martín. En 1533 va néixer el seu germanastre, homònim, fill de Joana de Zuñiga.

## Retorn a Nova Espanya
Va viatjar de tornada amb els seus dos germanastres a Nova Espanya el 1563, tot i que el seu germanastre va ser l'hereu legítim del Marquesat de la Vall d'Oaxaca va ser rebut com corresponia a la seva nissaga. Els fills de Cortés van entrar a Ciutat de Mèxic el 17 de gener de 1563.

## Rebel·lia contra lleis espanyoles
Durant 1542 van ser promulgades les Lleis Noves, les quals impedien als conqueridors espanyols heretar les seves comandes, per tal motiu seu germà es va manifestar en contra de les mateixes sent líder d'una protesta; episodi que és conegut en la història com laConspiració de Martín Cortés, "el Mestís" es va unir al moviment.
Molt aviat el factor de la Reial Hisenda va denunciar els fets al virrei com un desacatament directe a Felip II, els conspiradors van ser detinguts. Entre ells hi havia els tres fills d'Hernán Cortés (el marquès, el Mestís i Luis), el degà Joan Noi de Molina i els germans Alonso i Gil González d'Àvila, aquests últims van ser sentenciats a mort. Els germans Àvila van ser conduïts al patíbul aixecat a la plaça major davant de l'Ajuntament de la Ciutat de Mèxic, ia la llum de torxes van ser degollats en presència de tots els veïns. Pocs dies després va arribar a Mèxic el virrei Gastó de Peralta qui va intervenir per l'hereu del marquesat de la Vall d'Oaxaca i va poder remetre'l a Espanya.
Els oïdors volien més patíbuls i l'actitud del virrei els va desanimar, per tant van enviar directament les seves queixes al rei Felip II d'Espanya. Els representants van alarmar al rei acusant falsament al virrei de ser responsable de la revolta. Felip II va enviar fer una visita extraordinària i va nomenar com visitadors als llicenciats Jaraba, Muñoz i Carrillo. Jaraba va morir a la travessa, Carrillo es va subordinar al llicenciat Alonso Muñoz, que va exercir una dictadura judicial que va durar sis mesos. El virrei va ser destituït, jutjat per deslleialtat i remès a Espanya.
Les accions de Muñoz van desembocar en l'empresonament de diverses persones notables a les quals es van segrestar els seus béns, van ser tants que les presons no es donaven l'abast. Es van construir nous calabossos, als quals se'ls va conèixer per molt temps com elscalabossos de Muñoz. Van ser sentenciats Gómez de Victòria i Cirstóbal de Oñate "el Jove" a morir penjats, els germans Pere i Baltazar Quesada van ser decapitats. Abans de l'execució, se'ls va passejar pels carrers enbèstia de albardaacompanyats d'un pregoner que cridava "Aquesta és la justícia que mana Sa Majestat: qui tal traïció fa que tal pagui". Després de l'execució dels cossos de les víctimes van ser esquarterats i els seus béns confiscats.

### Tempesta del Mestís
Martín Cortés "el Mestís" va ser sotmès a un turment per a arrencar-la seva confessió. Se li va aplicar el decordills i gerres d'aigua, que va consistir a serrar les braços, cuixes, panxells i dits, posteriorment, amb un embut a la boca se li va fer ingerir grans quantitats d'aigua. El Mestis no va revelar res durant el turment i es va condemnar a desterrament perpetu. Les accions del llicenciat Muñoz van ser denunciades al rei, que a la setmana santa de 1568, va girar ordres perquè es presentés a Espanya a la brevetat. Muñoz va ser rebut per Felip II qui li va retreure enèrgicament la seva conducta; l'endemà el visitador va ser trobat mort a la seva habitació.
Els frares franciscans van informar al rei que la suposada conspiració no havia estat més que fantasieja de joves sense judici i dames ocioses, van lamentar en gran manera la mort dels germans Àvila. Tot i que els fills de Cortés van ser trobats culpables, se'ls va perdonar la vida i van ser desterrats a Espanya. En 1574 el rei d'Espanya es condolgué dels fills d'Hernán Cortés i van ser exonerats.

## Casament i mort
"El Mestis" es va casar amb Bernaldina de Porras i va tenir un fill al que van anomenar Hernando, homònim del tercer hereu del Marquesat d'Oaxaca, ja que el seu mig germà es va casar amb Magdalena Manrique i va batejar amb el mateix nom al seu primogènit. Es diu, encara que no és un fet històricament comprovat, que "El Mestis" va participar sota les ordres de Joan d'Àustria, germà de Felip II, en una de les guerres contra els moros cap 1575, l'anomenada Rebel·lió de les Alpujarras (la nova guerra de Granada), en la que també hi va combatre l'Inca Garcilaso de la Vega. Martín "El Mestis" hauria mort a Espanya, alguns anys després (s'esmenta 1595), abans que acabés el segle xvi.